# Uddemann Byggteknik
Uddemann Byggteknik AB grundades 1955 i Stockholm, av Nils Ahlgren, inledningsvis under namnet Uddeholm-Mannesmann Byggnadsställningar AB. Som namnet antyder fokuserade verksamheten då på design och tillverkning av byggnadsställningar. 1965 ändrade företaget namn och breddade sin verksamhet med glidformsgjutning och tunga lyft. Ett flertal patent av erhållits inom verksamhetsgrenarna.
1978 levererade företaget teknik och design till glidformen av Ninian central platform, en oljeplattform i Nordsjön. Vid uppförandet utgjorde konstruktionen (600 000 ton) det största flyttbara objekt som tillverkats av människan.  
Företaget uppgick 1980 i AB Bygging-Uddemann och ingår idag i Bygging-Uddemann Group.